# The Lure of the Picture
The Lure of the Picture est un film muet américain réalisé par Otis Turner et sorti en 1912.

## Fiche technique
- Réalisation : Otis Turner
- Production : Carl Laemmle
- Pays d'origine :  États-Unis
- Genre :
- Durée :
- Dates de sortie : 
  -  États-Unis : 29 avril 1912

## Distribution
- William Robert Daly : Antonio Morso
- Vivian Prescott : Angelica
- William E. Shay : Pietro Novetti
- Edith Haldeman
- Rolinda Bainbridge : Miss Caldwell